# Yamba Asha
Yamba Asha, född 31 juli 1976, är en angolansk före detta fotbollsspelare.
Asha spelade tidigare i det svenska fotbollslaget Östers IF men lämnade hastigt och lustigt föreningen i början av 2007.
Yamba spelade samtliga VM-kvalmatcher för Angola men blev sedan ertrappad med en form av dopningspreparat. Det visade sig vara ofrivilligt, då han använt nässprej när han var sjuk. Men han missade ändå hela VM. Före dopningsskandalen var Yamba även på väg till José Mourinhos Chelsea.